# Ergué-Gabéric
Ergué-Gabéric is een gemeente in het Franse departement Finistère, in de regio Bretagne. De plaats maakt deel uit van het arrondissement Quimper. Ergué-Gabéric telde op 1 januari 2022 8.576 inwoners.
Tot 22 maart 2016 maakte de gemeente deel uit van het kanton Quimper-2. Op die dag werd Ergué-Gabéric overgeheveld naar het kanton Fouesnant.

## Geografie
De oppervlakte van Ergué-Gabéric bedroeg op 1 januari 2022 39,87 vierkante kilometer; de bevolkingsdichtheid was toen 215,1 inwoners per km².

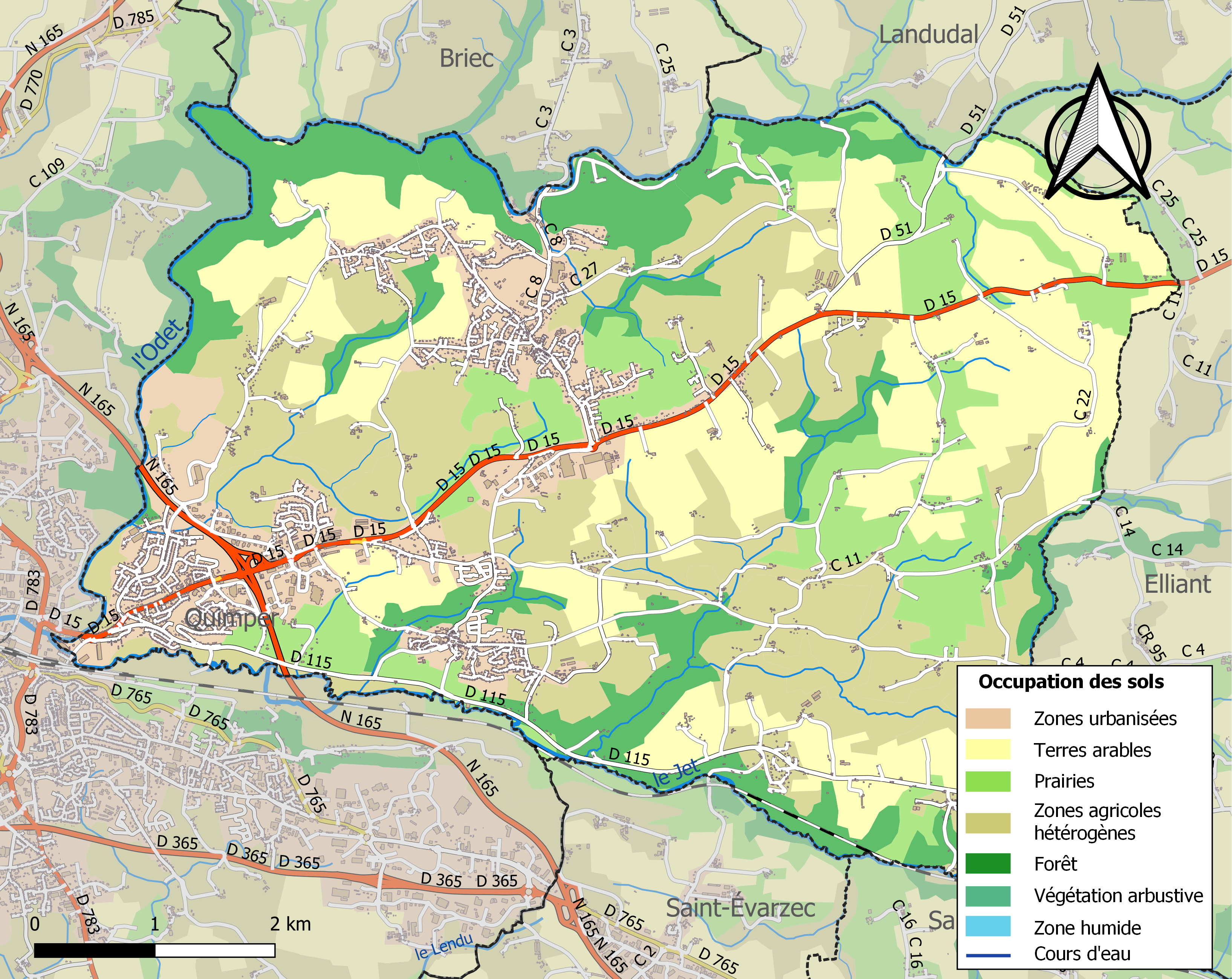
Kaart van de gemeente met belangrijkste infrastructuur, bodemgebruik en omliggende gemeenten

## Demografie
Onderstaande figuur toont het verloop van het inwonertal (bron: INSEE-tellingen).
Bénodet · Clohars-Fouesnant · La Forêt-Fouesnant · Ergué-Gabéric · Fouesnant · Gouesnach · Pleuven · Saint-Évarzec